# Nothapodytes zeylanica
Nothapodytes zeylanica är en järneksväxtart som beskrevs av A.J.G.H. Kostermans. Nothapodytes zeylanica ingår i släktet Nothapodytes och familjen Stemonuraceae. Inga underarter finns listade i Catalogue of Life.